# Пор-Вале
Пор-Вале (фр. Port-Valais) — громада  в Швейцарії в кантоні Вале, округ Монте.

## Географія
Громада розташована на відстані близько 80 км на південний захід від Берна, 45 км на північний захід від Сьйона.
Пор-Вале має площу 14,4 км², з яких на 11,8% дозволяється будівництво (житлове та будівництво доріг), 23,5% використовуються в сільськогосподарських цілях, 53,7% зайнято лісами, 11% не є продуктивними (річки, льодовики або гори).

## Демографія
2019 року в громаді мешкало 4201 особа (+33,2% порівняно з 2010 роком), іноземців було 31,1%. Густота населення становила 293 осіб/км².
За віковим діапазоном населення розподілялося таким чином: 21,5% — особи молодші 20 років, 61,4% — особи у віці 20—64 років, 17,1% — особи у віці 65 років та старші. Було 1590 помешкань (у середньому 2,3 особи в помешканні).
Із загальної кількості 926 працюючих 35 було зайнятих в первинному секторі, 222 — в обробній промисловості, 669 — в галузі послуг.